# Prawo farmaceutyczne
Ustawa z dnia 6 września 2001 r. Prawo farmaceutyczne – polska ustawa, uchwalona przez Sejm, regulująca prawo farmaceutyczne.

## Zakres regulacji
Ustawa określa:
- zasady i tryb dopuszczania do obrotu produktów leczniczych, z uwzględnieniem w szczególności wymagań dotyczących jakości, skuteczności i bezpieczeństwa ich stosowania
- warunki prowadzenia badań klinicznych produktów leczniczych
- warunki wytwarzania produktów leczniczych
- wymagania dotyczące reklamy produktów leczniczych
- warunki obrotu produktami leczniczymi
- wymagania dotyczące aptek, hurtowni farmaceutycznych i placówek obrotu pozaaptecznego
- zadania Państwowej Inspekcji Farmaceutycznej i uprawnienia jej organów.

## Nowelizacje
Ostatnia zmiana weszła w życie w 2025 roku. Ustawę znowelizowano do tego czasu ponad 90 razy.

## Poprzednie regulacje prawne
W latach 1992–2001 przepisy prawa farmaceutycznego regulowała ustawa z dnia 10 października 1991 r. o środkach farmaceutycznych, materiałach medycznych, aptekach, hurtowniach i nadzorze farmaceutycznym, która zastąpiła w momencie wejścia w życie ustawę z dnia 28 stycznia 1987 r. o środkach farmaceutycznych, artykułach sanitarnych i aptekach regulującą prawo farmaceutyczne w latach 1987–1992. Poprzednie ustawy regulujące prawo farmaceutyczne to w latach 1923–1951 była ustawa z dnia 22 czerwca 1923 r. w przedmiocie substancji i przetworów odurzających, a w latach 1951–1987 ustawa z dnia 8 stycznia 1951 r. o środkach farmaceutycznych i odurzających oraz artykułach sanitarnych.